# بیلی پل
بیلی پال (انگلیسی: Billy Paul؛ زادهٔ ۱ دسامبر ۱۹۳۴-درگذشته ۲۴ آوریل ۲۰۱۶) خواننده سبک سول اهل ایالات متحده آمریکا و برنده جایزه گرمی بود. وی از سال ۱۹۵۹ میلادی تا ۲۰۱۶ مشغول فعالیت بود.